# Rivula leucanioides
Rivula leucanioides är en fjärilsart som beskrevs av Walker 1864. Rivula leucanioides ingår i släktet Rivula och familjen nattflyn. Inga underarter finns listade.